# Teeatta platnicki
Teeatta platnicki is een spinnensoort uit de familie Macrobunidae. De soort komt voor in Tasmanië.